# Dániel Rába
Dániel Rába (* 24. April 1998) ist ein ungarischer Leichtathlet, der sich auf den Hammerwurf spezialisiert hat.

## Sportliche Laufbahn
Erste internationale Erfahrungen sammelte Dániel Rába im Jahr 2015, als er bei den Jugendweltmeisterschaften in Cali mit einer Weite von 69,96 m auf den zehnten Platz mit dem leichteren 5-kg-Hammer gelangte. Im Jahr darauf belegte er bei den U20-Weltmeisterschaften in Bydgoszcz mit 76,71 m den vierten Platz mit dem 6-kg-Hammer und 2017 gewann er bei den U20-Europameisterschaften in Grosseto mit 75,95 m die Bronzemedaille. 2019 belegte er bei den U23-Europameisterschaften in Gävle mit 70,80 m den vierten Platz und 2022 verpasste er bei den Europameisterschaften in München mit 71,59 m den Finaleinzug. Im Jahr darauf schied er bei den Heimweltmeisterschaften in Budapest mit 73,17 m ebenfalls in der Qualifikationsrunde aus und 2024 verpasste er bei den Europameisterschaften in Rom mit 72,52 m den Finaleinzug. Anschließend kam er bei den Olympischen Sommerspielen in Paris mit 72,29 m nicht über die Vorrunde hinaus.
2024 wurde Rába ungarischer Meister im Hammerwurf.